# Grand Prix des Nations
Grand Prix des Nations var ett endags individuellt tempolopp för cyklister som avhölls årligen från 1932 till 2004 på olika platser i Frankrike, som Ile de France (1932-1972), Angers (1974-1976) och Cannes (1977-1990), men även i Italien (Pisa 1991) och Spanien (Palma de Mallorca 1992) - den sista upplagan kördes i normandiska Elbeuf. Det fanns en klass för professionella och en för amatörer (till och med 1999, från 2000 för U23) och loppet betraktades som det inofficiella världsmästerskapet i tempolopp för dessa båda klasser. Loppet ingick i den "inofficiella världscupen" Super Prestige Pernod från 1959 till 1987 och i den officiella världscupen UCI World Cup från 1991 till 1993, men i och med införandet av individuellt tempolopp vid såväl de officiella världsmästerskapen i landsvägscykling 1994 som vid Olympiska spelen 1996 förlorade loppet i betydelse och när UCI ProTour ersatte UCI World Cup 2005 slogs loppet samman med tempoloppet Chrono des Herbiers som körts sedan 1988 och denna tävling heter sedan 2006 Chrono des Nations.
Under andra världskriget kördes två versioner 1941 och 1942, en i den av Tyskland ockuperade delen av Frankrike och en i den fria zonen.
Under de första åren fram till 1955 var loppet vanligen 140 km långt, det kortades sedan ner till, vanligtvis, mellan 70 och 100 km, men några år kortare än så.
Flest segrar har fyra fransmän: Jacques Anquetil som vann Grand Prix des Nations nio gånger, Bernard Hinault som vann fem, samt Charly Mottet och Antonin Magne som vann vardera tre.

## Podieplaceringar
| 1939-1940 |

| 1995 |

Not: 1941 och 1942(2) avser loppen i den fria zonen, medan 1941(2) och 1942 avser loppen i den ockuperade zonen.